# Vladimír Godár
Vladimír Godár (né le 16 mars 1956 à Bratislava) est un compositeur slovaque.

## Biographie
Actif dans les domaines de la musique classique contemporaine et de la musique de film, il est également connu pour sa collaboration avec la violoniste, chanteuse et compositrice tchèque Iva Bittová et en tant qu'auteur, rédacteur et traducteur de livres sur l'histoire de la musique. Il a fait sortir de l'oubli la musique et la réputation du Slovaque du XIXe siècle Ján Levoslav Bella.
Son œuvre est très peu connue dans le monde occidental, mais plusieurs de ses travaux ont été enregistrés par Slovart Records.
Vladimír Godár compte parmi les compositeurs contemporains qui ont contribué à la renaissance du clavecin au XXe siècle,

## Œuvres

### Œuvres pour le théâtre
- Pod rozkvitnutými sakurami hudobno-dramatická báseň (2008)
- Clownforum mime (1990)

### Œuvres orchestrales
- Partita pour 54 cordes, clavecin, timbales et cloches tubulaires (1983)
- Ouverture Hommage à Alfred Jarry (1978)
- Symphonie n° 1 (1980) (rev. 1986)
- Symphonie n° 2 (1992)
- Via lucis (1993)
- Tombeau de Bartók (1995) (rev. 2002)
- Sinfonia giocosa (1974)
- Fugue (1975)
- Fugue en fa (1975)
- Passacaille et Fugue (1981)
- Stabat Mater pour voix féminine, violon, harpe, chitarrone et clavecin (2001)
- Orbis sensualium pictus, oratorio (1984)
- Regina coeli, pour voix féminine, chœur, violon, chitarrone et clavecin (2003)
- Magnificat (2004)
- Regina coeli (2004)
- Emmeleia pour harpe et orchestre de cordes (1994)
- Emmeleia pour violon et orchestre de cordes (1999)
- Dariachanga's Orchard, un mythe d'après Othar Chiladze (1987)
- Little Suite for Little David, pour violon guitare, orchestre de cordes et clavecin (2005)

### Œuvres de chambre
- Gathering (Zbiehanie) (1972)
- ''Méditation pour violon, orchestre de cordes et timbales (1984-1985) (rev. 1995)
- Barcarolle pour violon, 12 cordes, harpe et clavecin (1993)
- Monodies pour violoncelle (1970)
- Sonate pour violon (1971)
- Four Monologues pour guitare (1971)
- Elegy pour violoncelle (1971/2003)
- Cycle pour flûte (1972)
- Five Pieces pour guitare (1972)
- O Crux, méditation (O Crux, meditácia) pour violon ou violoncelle (1999/2000)
- Book of Psalms pour violoncelle (2003)
- Sonate pour violon (2004)
- Cinq pièces pour piano (1970)
- Trois valses pour piano (1971)
- Piano Pièce (1971)
- Prélude pour piano (1971)
- Suite pour piano (1972)
- Variations pour piano (1973)
- Trigram pour piano (1973)
- Quatre pièces pour piano (1975)
- Cinq bagatelles pour piano (1981)
- Grave, passacaille pour piano (1983)
- Emmeleia pour piano (1994)
- Suite pour deux violons (1981)
- Sonate à la mémoire de Viktor Shklovsky (Sonáta na pamäť Viktora Šklovského), pour violoncelle et piano ou pour violon et piano (1985)
- Séquence, pour violon et piano (1987)
- Emmeleia pour piano et violon / alto / violoncelle (1994/1995)
- La Canzona refrigerativa dell'arpa di Davide, pour violoncelle et harpe (1999)
- Divertimento en la majeur pour violon et violoncelle (2001)
- Introduction et Fugue pour violon, alto et violoncelle (1970)
- Trois compositions pour flûte, guitare et violoncelle (1971)
- Bagatelle pour flûte, alto et basson (1971)
- Trio pour hautbois, violon ou violoncelle et piano (1974) (rev. 1980)
- Trio pour flûte, trompette et clarinette basse (1976)
- Talisman nocturne pour violon, violoncelle et piano (1979–1983)
- Variazioni facili (variations simples) pour violon, violoncelle et piano (2001)
- Emmeleia pour violon, violoncelle et piano (1994, rev. 1999)
- Ricercar pour 4 instruments, pour flûte, hautbois, violoncelle et clavecin / 2 violons, violoncelle et clavecin / 2 violons, violoncelle et piano / violon, alto, violoncelle et contrebasse (1977) (rev. 1995)
- Missa pastoralis a quattro violini, pour quatre violons ou quatre guitares (2000/2002)
- Film Suite pour 2 violons, alto et violoncelle (2001)
- Swan Song pour 4 violoncelles (2003)
- Little Suite for Saxophone Quartet pour quatre saxophones (2003)
- Passacaille pour 2 violons, alto et violoncelle (1973)
- Autumn Meditation pour 2 violons, alto et violoncelle (1979) (rev. 1990)
- Tenderness pour 2 violons, alto et violoncelle (1991)
- Emmeleia for string quartet pour 2 violons, alto et violoncelle (1994) (rev. 1995)
- Le carneval de Venise pour 2 violons, alto et violoncelle (Carnival of Venice) (2005)
- Déploration sur la mort de Witold Lutosławski pour 2 violons, alto, violoncelle et piano (1994)
- Quintette de vents pour flûte, hautbois, clarinette, basson et cor (1977) (rev. 1980)
- Concertino pour flûte, hautbois, violoncelle, clarinette basse, basson, 3 violons, 2 altos, 2 violoncelles (1970)
- Concerto grosso per archi e cembalo, pour 6 violons, 3 altos, 2 violoncelles et clavecin (1985)
- Variations, deux fragments d'après « First Impressions » d'Henri Michaux, pour voix récitante, sxt, piano et contrebasse (1970) (rev. 1980)
- To Ashes pour soprano et piano (1972)
- Trois chansons sur textes folkloriques. pour voix et piano / basse, 2 violons alto et violoncelle, basse, cordes et harpe (1972) (rev. 1975, 1981)
- Trois chansons sur des poèmes chinois, pour mezzo-soprano et orchestre (1977)
- Lyric Cantata pour mezzo-soprano et orchestre (1981)
- Humanitas, aria pour soprano, harpe et cordes (1983)
- Dance and Aria of Little Siouxes (1984)
- Four Serious Songs pour voix et piano (1985, rev. 1986)
- Lullabies of Jan Skácel pour soprano, flûte, violoncelle et clavecin (1986)
- Ecce puer pour soprano, deux violons, contrebasse, guitare, harpe et clavecin (1997)
- Bikít Gilgamesh pour basse et violoncelle (1998)
- Lullabies pour contralto, 2 violons, alto et violoncelle (2002)
- Maykomashmalon (2005)
- Violin Duets 72 pièces pour 2 violons (1981)
- Summer Images 12 pièces pour piano (1981)
- Little Suite pour violon et piano / violon et cordes (1984) (rev. 1986)
- Melodiarium pour cordes et clavecin (1980)
- 1730 Hungarici Saltus and Dionisio (1982)
- Suite de danses, d'après Vietoris Tabulature, 22 danses pour cordes et clavecin (1985)
- From Old Albums 200 danses pour 1 instrument ad libitum et contre-ténor (1985)
- Christmas in Chrenovec adaptations de chansons de Noël de la collection « Pastoral Songs » de Gašpar Drost (1840?) (1992)
- Samuel Capricornus: Te Deum (1992)
- Christmas Carols pour violon et cordes (2002)
- Jozef Grešák: Zuzanka Hraškovie (1978)
- Jozef Grešák: Unwoken (1987)
- Claude Debussy: Six épigraphes antiques, pour cordes (1981)
- Antonín Rejcha: 12 fugues pour 2 violons, alto et violoncelle (1986)
- Claude Debussy: Cake-walk pour 2 violons, alto et violoncelle (1986)
- Maurice Ravel: Kaddish pour violon ou alto et piano (1986)
- Johann Sigismund Kusser: Marche pour orchestre (1987)
- Edvard Grieg: Five Lyric Pieces, pour violon et piano (1990)
- Claude Debussy: Songs pour voix et orchestre (1991–1993)
- William Byrd: The Bells pour 2 violons, alto et violoncelle (1992)
- Leoš Janáček: 10 Folk Songs from Moravia pour voix, 2 violons, alto et violoncelle (2002)
- Béla Bartók: Lullaby d'après le cycle de scènes de village, pour voix 2 violons, alto et violoncelle (2002)
- Ján Šimbracký: Opera omnia I, pour choir (1982)

### Œuvres chorales
- Six Bagatelles pour choir mixte (1980)
- The Identical (Totožné) pour 2 sopranos, 2 contraltos, 2 ténors et 2 barytons (1977) (rev. 1990)
- Songs of the Last Moments of Life (Spevy o posledných chvíľach života) (1973), sur des poèmes africaines
- Re-sound, Mountain (Ozývaj sa, hora) (1976)
- At the Water (1977)
- Song of White Heads (1980)
- Mirroring tetralogy (1973–1980)
- Sorrowful Songs sur des anciens poèmes slovaques du XVIIIe siècle et XIXe siècle (1979)
- Chrysanthemum (1975)
- Querela pacis (2010) pour soprano, alto, ténor, chœur et orchestre

### Musique de film
- Rudolf Uher (1983)
- Angle of Sight (1984)
- Staccato (1985)
- Ballad (1987)
- Peacock's Feather (1987)
- In the Town Full of Umbrellas (V meste plnom dáždnikov) (1989)
- Acre, Canes, Wood (1990)
- Flight of the Asphalt Pigeon (Let asfaltového holuba) (1990)
- Tenderness (Neha) (1991)
- Variations of Fame (Variácie slávy) (1991)
- All the Things I Love (Všetko, čo mám rád) (1992)
- Foreigners (1992)
- Wishes (Želania) (1992)
- Rubber Jurošík (1991–1993)
- Generations (1993)
- Baščovanský & Son in Law (1994)
- The Garden (Záhrada) (1995)
- Orbis pictus (1997)
- The Return of the Idiot (Návrat idiota) (1998)
- Half-bright (1999)
- A Landscape (2000)
- Requiem (2001)
- A Sunny State (Slnečný štát) (2005)
- Country Teacher (Venkovský učitel) (2007)

## Repères discographiques
- Concerto grosso et partita, par Andrew Parrott, sur instruments d'époque (Point Classics, originellement Opus 111)
- Musique de chambre (Slovart Records)
- Mater (ECM)
- Moravian Folk Poetry in Songs ; paroles de Leoš Janáček transcrites par Godár ; Iva Bittová et le quatuor Skampa (Supraphon)
- Cinq arrangements de pièces lyriques d'Edvard Grieg (Naxos)
- Querela pacis (Pavian Records)